# Saint-Georges-de-Pointindoux
Pour les articles homonymes, voir Saint-Georges, Saint Georges (homonymie) et Georges.
Saint-Georges-de-Pointindoux est une commune française située dans le département de la Vendée, en région Pays de la Loire.

## Géographie
Le territoire municipal de Saint-Georges-de-Pointindoux s'étend sur 1 564 hectares. L'altitude moyenne de la commune est de 51 mètres, avec des niveaux fluctuant entre 18 et 72 mètres,.
En plus de son centre-ville, Saint-Georges-de-Pointindoux est constituée de deux principaux villages : les Moulières, à l'ouest et les Essais, au sud.

### Communes limitrophes
|                         | Beaulieu-sous-la-Roche       | Landeronde              |
| Martinet                | Saint-Georges-de-Pointindoux |                         |
| Saint-Julien-des-Landes | La Mothe-Achard Les Achards  | Sainte-Flaive-des-Loups |

### Climat
Pour des articles plus généraux, voir Climat des Pays de la Loire et Climat de la Vendée.
En 2010, le climat de la commune est de type climat océanique franc, selon une étude du CNRS s'appuyant sur une série de données couvrant la période 1971-2000. En 2020, Météo-France publie une typologie des climats de la France métropolitaine dans laquelle la commune est exposée à un climat océanique et est dans la région climatique  Bretagne orientale et méridionale, Pays nantais, Vendée, caractérisée par une faible pluviométrie en été et une bonne insolation. 
Pour la période 1971-2000, la température annuelle moyenne est de 12,3 °C, avec une amplitude thermique annuelle de 13,4 °C. Le cumul annuel moyen de précipitations est de 848 mm, avec 12,3 jours de précipitations en janvier et 6,5 jours en juillet. Pour la période 1991-2020, la température moyenne annuelle observée sur la station météorologique de Météo-France la plus proche, « La Mothe Achard », sur la commune des Achards à 4 km à vol d'oiseau, est de 12,8 °C et le cumul annuel moyen de précipitations est de 959,1 mm,. Pour l'avenir, les paramètres climatiques de la commune estimés pour 2050 selon différents scénarios d'émission de gaz à effet de serre sont consultables sur un site dédié publié par Météo-France en novembre 2022.

## Urbanisme

### Typologie
Au 1er janvier 2024, Saint-Georges-de-Pointindoux est catégorisée bourg rural, selon la nouvelle grille communale de densité à sept niveaux définie par l'Insee en 2022.
Elle est située hors unité urbaine. Par ailleurs la commune fait partie de l'aire d'attraction de La Roche-sur-Yon, dont elle est une commune de la couronne,. Cette aire, qui regroupe 45 communes, est catégorisée dans les aires de 50 000 à moins de 200 000 habitants,.

### Occupation des sols
L'occupation des sols de la commune, telle qu'elle ressort de la base de données européenne d’occupation biophysique des sols Corine Land Cover (CLC), est marquée par l'importance des territoires agricoles (92,8 % en 2018), en diminution par rapport à 1990 (95,1 %). La répartition détaillée en 2018 est la suivante : 
terres arables (47,2 %), zones agricoles hétérogènes (28,7 %), prairies (17 %), zones urbanisées (6,7 %), forêts (0,4 %). L'évolution de l’occupation des sols de la commune et de ses infrastructures peut être observée sur les différentes représentations cartographiques du territoire : la carte de Cassini (XVIIIe siècle), la carte d'état-major (1820-1866) et les cartes ou photos aériennes de l'IGN pour la période actuelle (1950 à aujourd'hui).

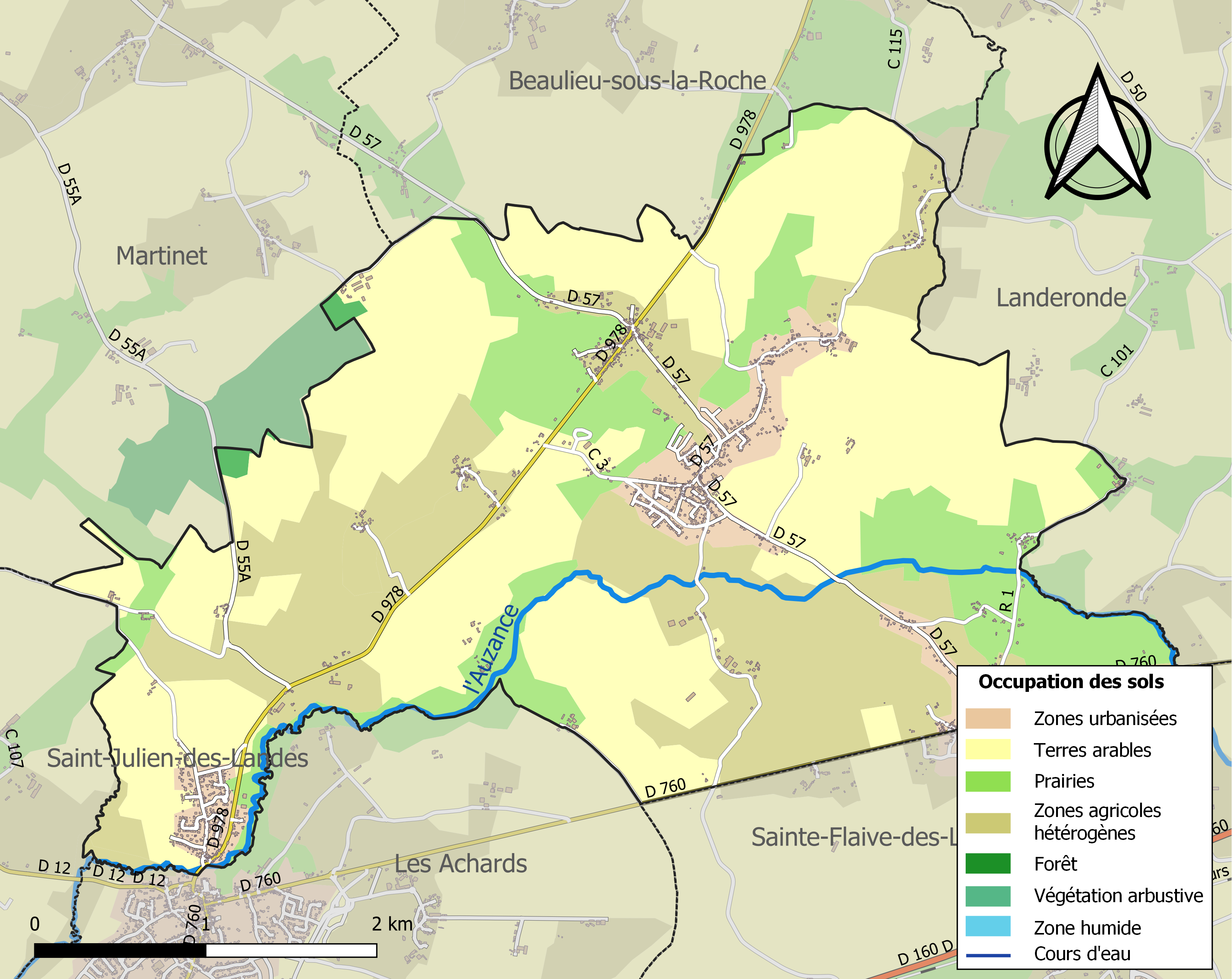
Carte des infrastructures et de l'occupation des sols de la commune en 2018 (CLC).

## Toponymie
Durant la Révolution, la commune porte le nom de Carrière-Grison.

## Héraldique
| Blason de Saint-Georges-de-Pointindoux | Blason  | D'or à une trentaine de grains de blé au naturel en vrac sur le champ et sur lesquels broche un dragon sans ailes de sinople, regardant et, crachant des flammes de gueules, transpercé par une pile diminuée du champ, posée en barre et movant de l'angle chef-senestre; au chef tiercé en pal au 1er d'azur à une massette et une boucharde d'or passées en sautoir, au 2e d'azur à une meule de moulin d'or chargée d'une croix pattée de sable, au 3e d'azur à une plane et une serpe d'or emmanchées de sable passées en sautoir. |
| Blason de Saint-Georges-de-Pointindoux | Détails | Création D. Renolleau et H-P. Troussicot. Adopté en 2001 |

## Politique et administration

### Liste des maires
| Période                                  | Période               | Identité                    | Étiquette | Qualité                                                                                                   |
| ---------------------------------------- | --------------------- | --------------------------- | --------- | --- |
| Les données manquantes sont à compléter. |                       |                             |           | |
| 1828                                     | 1848                  | Gilles Mercier              |           | Propriétaire                                                                                              |
| 1858                                     | 1868                  | Gilles Mercier              |           | Propriétaire                                                                                              |
|                                          |                       | Maurice Sanson de Bricville |           | Propriétaire du Pin-Macé                                                                                  |
| Les données manquantes sont à compléter. |                       |                             |           | |
| avant 1955                               | 1966[réf. nécessaire] | Eugène Cougnaud             |           | |
| 1966                                     | mars 1989             | Maximin-Léon Bulteau        |           | |
| Les données manquantes sont à compléter. |                       |                             |           | |
|                                          | juillet 1997 (décès)  | Jean-Jacques Pérocheau      |           | |
| septembre 1997                           | mars 2001             | Pierre Mornet               |           | Cadre bancaire                                                                                            |
| mars 2001                                | mars 2014             | Loïc Trichet,               |           | Employé de banque                                                                                         |
| mars 2014                                | En cours              | Jean-François Pérocheau     | DVD       | Professeur de mathématiques 2e vice-président de la CC du Pays-des-Achards Réélu pour le mandat 2020-2026 |

## Population et société

### Démographie

#### Évolution démographique
L'évolution du nombre d'habitants est connue à travers les recensements de la population effectués dans la commune depuis 1793. Pour les communes de moins de 10 000 habitants, une enquête de recensement portant sur toute la population est réalisée tous les cinq ans, les populations de référence des années intermédiaires étant quant à elles estimées par interpolation ou extrapolation. Pour la commune, le premier recensement exhaustif entrant dans le cadre du nouveau dispositif a été réalisé en 2007.

En 2022, la commune comptait 1 820 habitants, en évolution de +10,17 % par rapport à 2016 (Vendée : +5,33 %, France hors Mayotte : +2,11 %).
| 1793 | 1800 | 1806 | 1821 | 1831 | 1836 | 1841 | 1846  | 1851  |
| ---- | ---- | ---- | ---- | ---- | ---- | ---- | ----- | ----- |
| 623  | 631  | 656  | 795  | 801  | 924  | 930  | 1 064 | 1 071 |

| 1856  | 1861  | 1866  | 1872  | 1876  | 1881  | 1886  | 1891  | 1896  |
| ----- | ----- | ----- | ----- | ----- | ----- | ----- | ----- | ----- |
| 1 116 | 1 070 | 1 134 | 1 102 | 1 111 | 1 056 | 1 087 | 1 080 | 1 130 |

| 1901  | 1906  | 1911  | 1921 | 1926 | 1931 | 1936 | 1946 | 1954 |
| ----- | ----- | ----- | ---- | ---- | ---- | ---- | ---- | ---- |
| 1 202 | 1 198 | 1 133 | 986  | 916  | 909  | 903  | 799  | 852  |

| 1962 | 1968 | 1975 | 1982 | 1990  | 1999  | 2006  | 2007  | 2012  |
| ---- | ---- | ---- | ---- | ----- | ----- | ----- | ----- | ----- |
| 803  | 741  | 727  | 999  | 1 092 | 1 129 | 1 371 | 1 406 | 1 618 |

| 2017  | 2022  | - | - | - | - | - | - | - |
| ----- | ----- | - | - | - | - | - | - | - |
| 1 668 | 1 820 | - | - | - | - | - | - | - |

#### Pyramide des âges
En 2018, le taux de personnes d'un âge inférieur à 30 ans s'élève à 35,9 %, soit au-dessus de la moyenne départementale (31,6 %). À l'inverse, le taux de personnes d'âge supérieur à 60 ans est de 21,5 % la même année, alors qu'il est de 31,0 % au niveau départemental.
En 2018, la commune comptait 832 hommes pour 838 femmes, soit un taux de 50,18 % de femmes, légèrement inférieur au taux départemental (51,16 %).
Les pyramides des âges de la commune et du département s'établissent comme suit.
| Hommes | Classe d’âge | Femmes |
| ------ | ------------ | ------ |
| 0,4    | 90 ou +      | 0,8    |
| 3,9    | 75-89 ans    | 5,4    |
| 16,4   | 60-74 ans    | 16,0   |
| 19,8   | 45-59 ans    | 21,7   |
| 23,4   | 30-44 ans    | 20,3   |
| 12,8   | 15-29 ans    | 14,6   |
| 23,4   | 0-14 ans     | 21,1   |

| Hommes | Classe d’âge | Femmes |
| ------ | ------------ | ------ |
| 0,8    | 90 ou +      | 2,2    |
| 8,7    | 75-89 ans    | 11,1   |
| 20,3   | 60-74 ans    | 21,3   |
| 20     | 45-59 ans    | 19,4   |
| 17,5   | 30-44 ans    | 16,8   |
| 15     | 15-29 ans    | 13,2   |
| 17,7   | 0-14 ans     | 16,1   |

## Lieux et monuments
- L'église paroissiale Saint-Georges.
- Le château du Pin Massé.

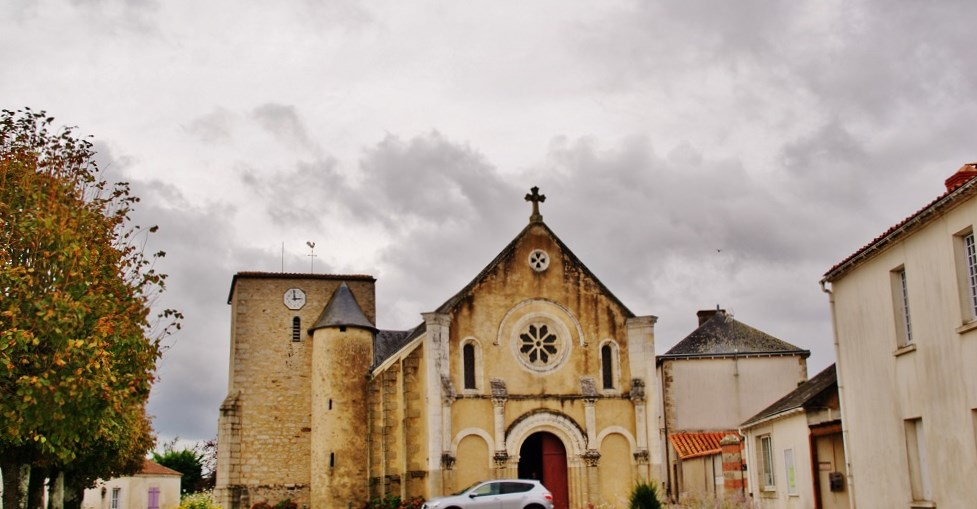
L'église Saint-Georges.
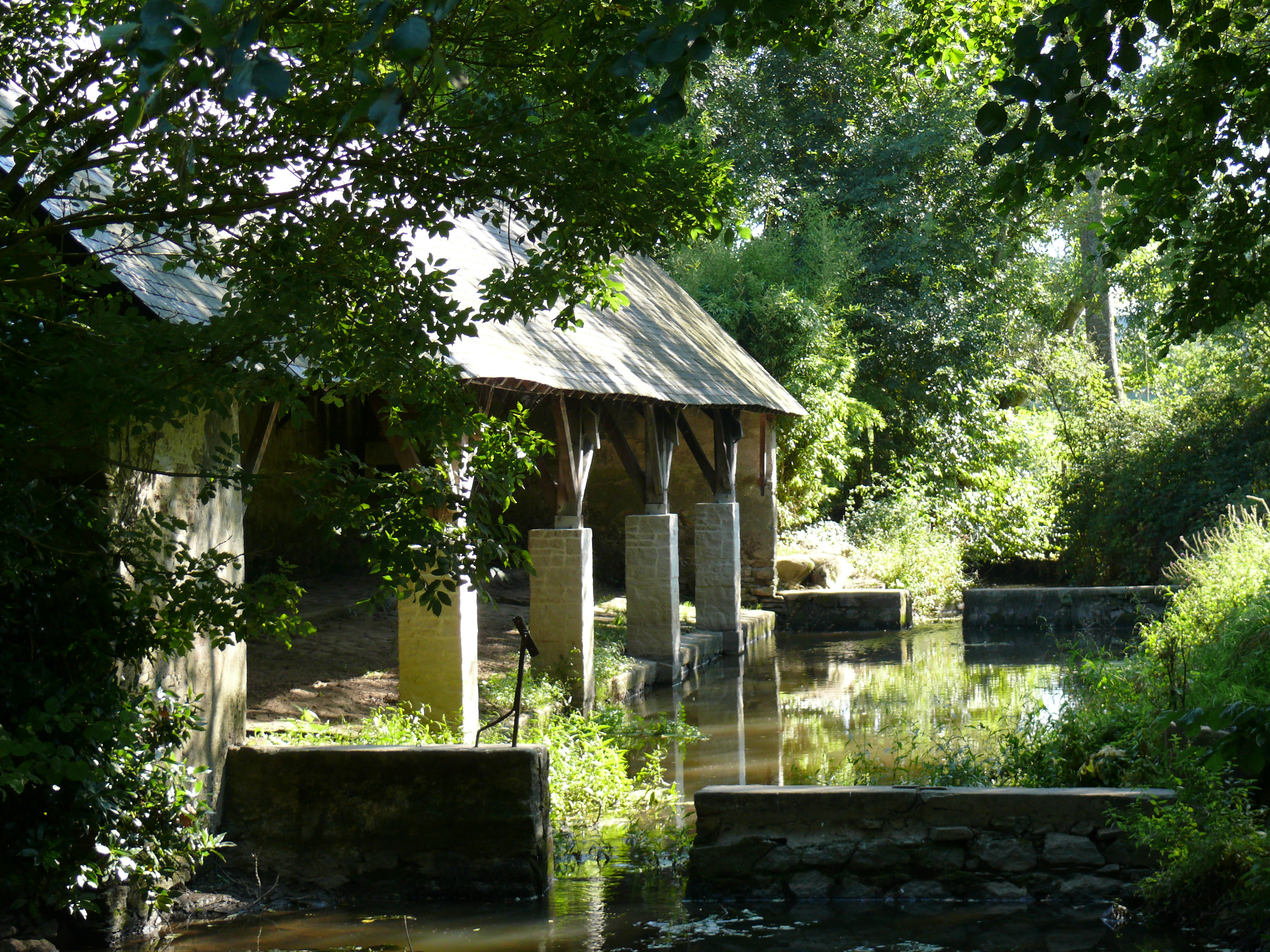
Le lavoir.
Le château du Pin-Macé.

## Pour approfondir